# Port de l'Artigue
Pour les articles homonymes, voir Artigues.
Le port de l'Artigue (Port de l'Artiga en catalan) est un col pédestre de la chaîne pyrénéenne entre 2 476 et 2 481 m d'altitude à la frontière entre la France (département de l'Ariège, Occitanie) à l'est et l'Espagne (Pallars Sobirà, Catalogne) à l'ouest.

## Toponymie
Le qualificatif de « port » (latin portus) désigne un col dans les Pyrénées.

## Géographie
Situé à l'altitude de 2 481 m entre les sommets frontaliers de la pointe des Trois Comtes (2 615 m) et le pic de Brougat (2 706 m), le col permet de joindre uniquement par voie pédestre la vallée du ruisseau de l'Artigue (commune d'Auzat) à l'est et les étangs de Romedo (commune de Lladorre) à l'ouest.

## Activités

### Randonnée
Sur le versant espagnol, à l'ouest des étangs de Romedo, se trouve le refuge gardé de Certescans (40 places) à 2 240 m d'altitude (42° 42′ 14″ N, 1° 18′ 23″ E) au sud du lac de barrage de Certescans (47 ha).